# Asilus maculifemora
Asilus maculifemora är en tvåvingeart som beskrevs av Macquart 1855. Asilus maculifemora ingår i släktet Asilus och familjen rovflugor. Inga underarter finns listade i Catalogue of Life.